# І
І (kleingeschrieben і, IPA-Aussprache i) ist ein Buchstabe des kyrillischen Alphabets und wird in den ukrainischen, belarussischen und kasachischen Alphabeten verwendet. Es hat einen Zahlenwert von 10.
Im älteren Russischen sowie in davon abgeleiteten kyrillischen Alphabeten, wie z. B. dem kildinsamischen von 1878, gab es sowohl das И, das vom griechischen Eta abstammt, als auch das І, das vom griechischen Iota abstammt. Obwohl beide Buchstaben schon damals fast gleich ausgesprochen wurden, wurden beide beibehalten, da sie verschiedenen Zahlenwerten im kyrillischen Zahlensystem entsprachen.
Als die russische Rechtschreibung 1918 reformiert wurde, entschied man sich, das überflüssige І aus dem Alphabet zu entfernen und nur noch das И zu verwenden. Bei der Reform der belarussischen Rechtschreibung hingegen wurde das И aus dem Alphabet entfernt und das І beibehalten. Im Ukrainischen werden beide Buchstaben unterschiedlich ausgesprochen, deshalb sind beide Buchstaben im ukrainischen Alphabet zu finden. Anders als im Russischen und Belarussischen gibt es dafür den Buchstaben Ы im ukrainischen Alphabet nicht; dieser wurde bereits im 19. Jahrhundert abgeschafft und durch das ähnlich klingende И ersetzt.
Zu unterscheiden ist die genau so wie der Großbuchstabe I aussehende Palotschka, die in verschiedenen kaukasischen Sprachen mit kyrillischem Alphabet verwendet wird.

## Zeichenkodierung
| Standard  | Standard    | Majuskel І                                       | Minuskel і                                     |
| --------- | ----------- | ------------------------------------------------ | ---------------------------------------------- |
| Unicode   | Codepoint   | U+0406                                           | U+0456                                         |
| Unicode   | Name        | CYRILLIC CAPITAL LETTER BYELORUSSIAN-UKRAINIAN I | CYRILLIC SMALL LETTER BYELORUSSIAN-UKRAINIAN I |
| UTF-8     | UTF-8       | D0 86                                            | D1 96                                          |
| XML/XHTML | dezimal     | &#1030;                                          | &#1110;                                        |
| XML/XHTML | hexadezimal | &#x0406;                                         | &#x0456;                                       |